# Formuła C
Formuła C – seria wyścigowa organizowana w Stanach Zjednoczonych w latach 1965–1977.

## Historia
Formuła C była jedną z trzech klas – obok Formuły A i Formuły B – założonych przez SCCA w 1965 roku. Istnienie tych trzech klas wiązało się z rozwiązaniem Formuły Junior po 1963 roku, przez co samochody uczestniczące w Formule Libre były de facto podzielone na trzy grupy. Przepisy Formuły C były zbliżone do przepisów Formuły Junior i dopuszczały pojazdy z silnikami o pojemności do 1,1 litra. Pierwszym mistrzem został Larry Skeels.
Po 1978 roku seria została połączona z Formułą Super Vee i przekształcona w Formułę Continental.

## Mistrzowie
| Sezon | Mistrz          | Samochód             |
| ----- | --------------- | -------------------- |
| 1965  | Larry Skeels    | Cooper-BMC           |
| 1966  | Nick Dioguardi  | Brabham              |
| 1967  | Bill Rutan      | Quantum-Ford         |
| 1968  | Mike Campbell   | Forsgrini Mk 10-Ford |
| 1969  | Bill Rutan      | Tecno-Ford           |
| 1970  | Michael Rand    | Brabham BT21-Ford    |
| 1971  | Harry Reynolds  | Brabham BT29-Ford    |
| 1972  | Harry Reynolds  | Brabham BT29-Ford    |
| 1973  | Michael Gilbert | Lotus 41-Ford        |
| 1974  | Bill Anspach    | Chevron B17-Ford     |
| 1975  | Dirk Wrightson  | Brabham BT29-Ford    |
| 1976  | Michael Gilbert | GRD 375/6-Ford       |
| 1977  | Bill Anspach    | Chevron B34-Ford     |